# Alpioniscus thracicus
Alpioniscus thracicus är en kräftdjursart som beskrevs av Mikhail P. Andreev 1986. Alpioniscus thracicus ingår i släktet Alpioniscus och familjen Trichoniscidae. Inga underarter finns listade i Catalogue of Life.